# Пшеничное (Нижнегорский район)
Пшени́чное  (до 1948 года Октябрьдо́рф, до 1928 года Каранги́т; укр. Пшеничне, крымскотат. Qaranğıt, Къарангъыт) — село в Нижнегорском районе Республики Крым, центр Пшеничненского сельского поселения (согласно административно-территориальному делению Украины — Пшеничненского сельского совета Автономной Республики Крым).

## Население
| 2001 | 2014 |
| ---- | ---- |
| 1159 | ↘868 |

Всеукраинская перепись 2001 года показала следующее распределение по носителям языка
| Язык             | Процент |
| ---------------- | ------- |
| русский          | 77.91   |
| украинский       | 13.63   |
| крымскотатарский | 7.85    |
| другие           | 0.18    |

### Динамика численности
| - 1805 год — 54 чел. - 1889 год — 45 чел. - 1900 год — 38 чел. - 1915 год — 181/50 чел. - 1939 год — 157 чел. | - 1974 год — 1089 чел. - 1989 год — 1228 чел. - 2001 год — 1159 чел. - 2014 год — 868 чел. |

## Современное состояние
На 2017 год в Пшеничном числится 11 улиц и 2 территории Комплекс зданий и сооружений: № 4 и № 8; на 2009 год, по данным сельсовета, село занимало площадь 113 гектаров на которой, в 363 дворах, проживали 1,7 тысячи человек. В селе действуют средняя школа, детский сад «Солнышко», сельский дом культуры, библиотека-филиал № 17, храм Архистратига Божия Михаила. Пшеничное связано автобусным сообщением с Симферополем, райцентром и соседними населёнными пунктами. В 1981 году в селе был открыт памятный знак авторства инженера-строителя Н. С. Моргуновой в честь воинов-односельчан, погибших в годы Великой Отечественной войны. Постановлением Совета министров Республики Крым № 627 от 20 декабря 2016 года памятник отнесён к категории объектов культурно-исторического наследия России регионального значения.

## География
Пшеничное — село на севере района, в степном Крыму в присивашье, у границы с Джанкойским районом, высота центра села над уровнем моря — 9 м. Ближайшие сёла: Чкалово в 3,5 км на юг и Сливянка в 1,5 км на северо-восток. Расстояние до райцентра — около 32 километров (по шоссе), ближайшая железнодорожная станция — Азовская (на линии Джанкой — Феодосия) примерно в 27 километрах. Транспортное сообщение осуществляется по региональной автодороге 35Н-385 Чкалово — Сливянка (по украинской классификации — С-0-10929).

## История
Первое документальное упоминание села встречается в Камеральном Описании Крыма 1784 года, судя по которому, в последний период Крымского ханства Кыр Ангыт входил в Таманский кадылык Карасъбазарскаго каймаканства. После присоединения Крыма к России (8) 19 апреля 1783 года, (8) 19 февраля 1784 года, именным указом Екатерины II сенату, на территории бывшего Крымского Ханства была образована Таврическая область и деревня была приписана к Перекопскому уезду. После Павловских реформ, с 1796 по 1802 год, входила в Перекопский уезд Новороссийской губернии. По новому административному делению, после создания 8 (20) октября 1802 года Таврической губернии, Карангит был включён в состав Таганашминской волости Перекопского уезда.
Согласно Ведомости о всех селениях, в Перекопском уезде состоящих с показанием в которой волости сколько числом дворов и душ… от 21 октября 1805 года, в деревне Карангит в 13 дворах проживало 54 крымских татарина. На военно-топографической карте генерал-майора Мухина 1817 года деревня Каранут обозначена с 8 дворами. После реформы волостного деления 1829 года Карангит, согласно «Ведомости о казённых волостях Таврической губернии 1829 г», отнесли к Башкирицкой волости (переименованной из Таганашминской). На карте 1836 года в деревне 9 дворов, а на карте 1842 года Карангит обозначен условным знаком «малая деревня», то есть, менее 5 дворов.
В 1860-х годах, после земской реформы Александра II, деревню приписали к Байгончекской волости. Согласно «Памятной книжке Таврической губернии за 1867 год», деревня Карангит была покинута жителями в 1860—1864 годах, в результате эмиграции крымских татар, особенно массовой после Крымской войны 1853—1856 годов, в Турцию и оставалась в развалинах. На карте Шуберта 1865 года Карангит ещё обозначен, а на карте, с корректурой 1876 года, её уже нет. В «Памятной книге Таврической губернии 1889 года» по результатам Х ревизии 1887 года записан Джаракчи-Карангит с 6 дворами и 45 жителями.
После земской реформы 1890 года отнесли к Ак-Шеихской волости. Согласно «…Памятной книжке Таврической губернии на 1892 год», в деревне Карангит, входившей в Карангитское сельское общество, числилось 38 жителей в 5 домохозяйствах. По «…Памятной книжке Таврической губернии на 1900 год» в Кельдыбае числилось 23 жителя в 5 дворах. По Статистическому справочнику Таврической губернии. Ч.II-я. Статистический очерк, выпуск пятый Перекопский уезд, 1915 год, в деревне Карангит Ак-Шеихской волости Перекопского уезда числилось 36 дворов (все дворы с землёй) с татарским населением в количестве 181 человека приписных жителей и 50 — «посторонних», из которых 134 мужчины и 97 женщин. Жители владели 1800 десятинами удобной земли. В хозяйствах имелось 150 лошадей, 60 волов, 41 корова и 450 голов мелкого скота.
После установления в Крыму Советской власти, по постановлению Крымревкома № 206 «Об изменении административных границ» от 8 января 1921 года была упразднена волостная система, Перекопский уезд переименовали в Джанкойский, в составе которого был создан Джанкойский район. В 1922 году уезды преобразовали в округа. 11 октября 1923 года, согласно постановлению ВЦИК, в административное деление Крымской АССР были внесены изменения, в результате которых округа были отменены и Джанкойский район стал основной административной единицей и село включили в его состав. Село Карангит отмечено на картах Крымского статистического управления 1922 года, как Населённый пункт с 11—50 дворами и 1924 года. В 1928 году еврейскими переселенцами при Карангите, на переселенческом участке № 66, была основана колония Спартак, позже переименованная в Октябрьдорф. После образования в 1935 году Колайского района село включили в его состав. На двухкилометровке РККА 1942 года селение обозначено, как Переселенческий участок № 66. По данным всесоюзной переписи населения 1939 года в селе проживало 157 человек. Вскоре после начала отечественной войны часть еврейского населения Крыма была эвакуирована, из оставшихся под оккупацией большинство расстреляны.
12 августа 1944 года, после освобождения Крыма от фашистов, было принято постановление № ГОКО-6372с «О переселении колхозников в районы Крыма» и в сентябре 1944 года в Азовский район Крыма приехали первые новоселы (162 семьи) из Житомирской области, а в начале 1950-х годов последовала вторая волна переселенцев из различных областей Украины. С 25 июня 1946 года Октябрьдорф в составе Крымской области РСФСР. Указом Президиума Верховного Совета РСФСР от 18 мая 1948 года, населённый пункт совхоза Октябрьдорф переименовали в Пшеничное. 26 апреля 1954 года Крымская область была передана из состава РСФСР в состав УССР. Время включения в состав Ковровского сельсовета пока не установлено: на 15 июня 1960 года село уже было в его составе. Указом Президиума Верховного Совета УССР «Об укрупнении сельских районов Крымской области» от 30 декабря 1962 года Азовский район был упразднён и село присоединили к Джанкойскому. 1 января 1965 года, указом Президиума ВС УССР «О внесении изменений в административное районирование УССР — по Крымской области», включили в состав Нижнегорского. В конце 1960-х годов в Пшеничное была перенесена центральная усадьба совхоза Искра, в те же годы население села увеличилось втрое за счет переселения из западных областей Украины. В 1974 году Ковровский сельсовет был разделён на Чкаловский и Пшеничненский. По данным переписи 1989 года в селе проживало 1228 человек. С 12 февраля 1991 года село в восстановленной Крымской АССР, 26 февраля 1992 года переименованной в Автономную Республику Крым. С 21 марта 2014 года — в составе Республики Крым России.

## Погранзона
В соответствии с Приказом ФСБ РФ от 26 ноября 2014 г. N 659 от северной границы Пшеничного и далее на север располагается пограничная зона. Само Пшеничное в погранзону не входит. Лицам, не являющимся гражданами России, без соответствующих документов запрещается движение на север от Пшеничного. Граждане России могут посещать местность к северу от Пшеничного при обязательном наличии внутреннего паспорта гражданина России, не приближаясь к линии границы с Херсонской областью Украины ближе 5 км. Для посещения 5-километровой пограничной полосы пропуска, либо другие документы нужны и гражданам России.